# یانه سوکوناوتیو
یانه سوکوناوتیو (فنلاندی: Janne Suokonautio؛ زادهٔ ۲۰ مهٔ ۱۹۶۸) بازیکن فوتبال اهل فنلاند بود.
از باشگاه‌هایی که در آن بازی کرده‌است می‌توان به باشگاه فوتبال هلسینکی و باشگاه فوتبال هاکا اشاره کرد.
وی همچنین در تیم ملی فوتبال فنلاند بازی کرده‌است.